# 3715 Štohl
3715 Štohl là một tiểu hành tinh vành đai chính với chu kỳ quỹ đạo là 1286.7397254 ngày (3.52 năm).
Nó được phát hiện ngày 19 tháng 2 năm 1980.